# In a Reverie
In A Reverie — дебютный полноформатный студийный альбом итальянской готик-метал-группы Lacuna Coil, выпущенный в 1999 году лейблом Century Media. Американское издание альбома было дополнено EP Halflife.

## Список композиций
1. «Circle» — 3:55
2. «Stately Lover» — 4:51
3. «Honeymoon Suite» — 4:31
4. «My Wings» — 3:45
5. «To Myself I Turned» — 4:24
6. «Cold» — 4:18
7. «Reverie» — 6:20
8. «Veins of Glass» — 5:13
9. «Falling Again» — 5:07

## Участники записи
- Женский вокал: Кристина Скаббия
- Мужской вокал: Андреа Ферро
- Гитарист: Кристиано Мильоре
- Бас-гитарист: Марко Коти Дзелати
- Ударник: Кристиано Моццати
- Клавишник: Вальдемар Сорыхта
- Адаптация слов: Валери Линч
- Продюсер: Вальдемар Сорыхта